# Norman (Oklahoma)
Norman je město ležící v americkém státě Oklahoma. V roce 2010 zde žilo 110 925. Rozloha činí 490,6 kilometrů čtverečních. Nachází se ve střední Oklahomě, asi 30 kilometrů od hlavního města Oklahoma City, takže spadá do metropolitní oblasti. Je okresním městem Cleveland County. Město bylo oficiálně založeno v roce 1891.

## Geografie
Norman leží ve střední Oklahomě, asi 30 kilometrů od Oklahoma City. Město má rozlohu 490,6 kilometrů čtverečních, z toho 463,0 kilometrů čtverečních činí půda a 27,6 kilometrů čtverečních vodstvo. Okolí města je převážně rovinaté. Nachází se v oblasti velkých prérií, ve vlhkém subtropickém podnebí s častými změnami denních teplot.

## Hospodářství
Ve městě se nachází University of Oklahoma, která zaměstnává více než 10 700 pracovníků, což významně přispívá místnímu hospodářství. Univerzita je centrem vědeckého a technologického výzkumu. V Normanu se nachází několik organizací, které se snaží předpovídat počasí National Weather Center a Národní úřad pro oceán a atmosféru. Dále se zde nachází mnoho dalších vědeckých organizací. V roce 2008 bylo město zařazeno, mezi deset nejlepších míst k životu ve Spojených státech, což je nejvyšší ohodnocení v Oklahomě.

## Demografie
V roce 2010 zde žilo 110 925 obyvatel. Mělo 44 661 domácností a 24 913 rodin. Podle počtu obyvatel město bylo třetím největším ve státě Oklahoma a 225. ve Spojených státech.

### Rasové složení
- 84,7 % Bílí Američané
- 4,3 % Afroameričané
- 4,7 % Američtí indiáni
- 3,8 % Asijští Američané
- 0,1 % Pacifičtí ostrované
- 1,9 % Jiná rasa
- 5,5 % Dvě nebo více ras

Obyvatelé hispánského nebo latinskoamerického původu, bez ohledu na rasu, tvořili 6,4 % populace.

## Fotogalerie

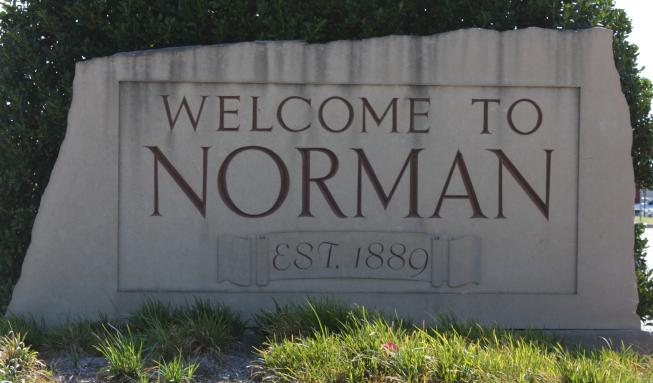
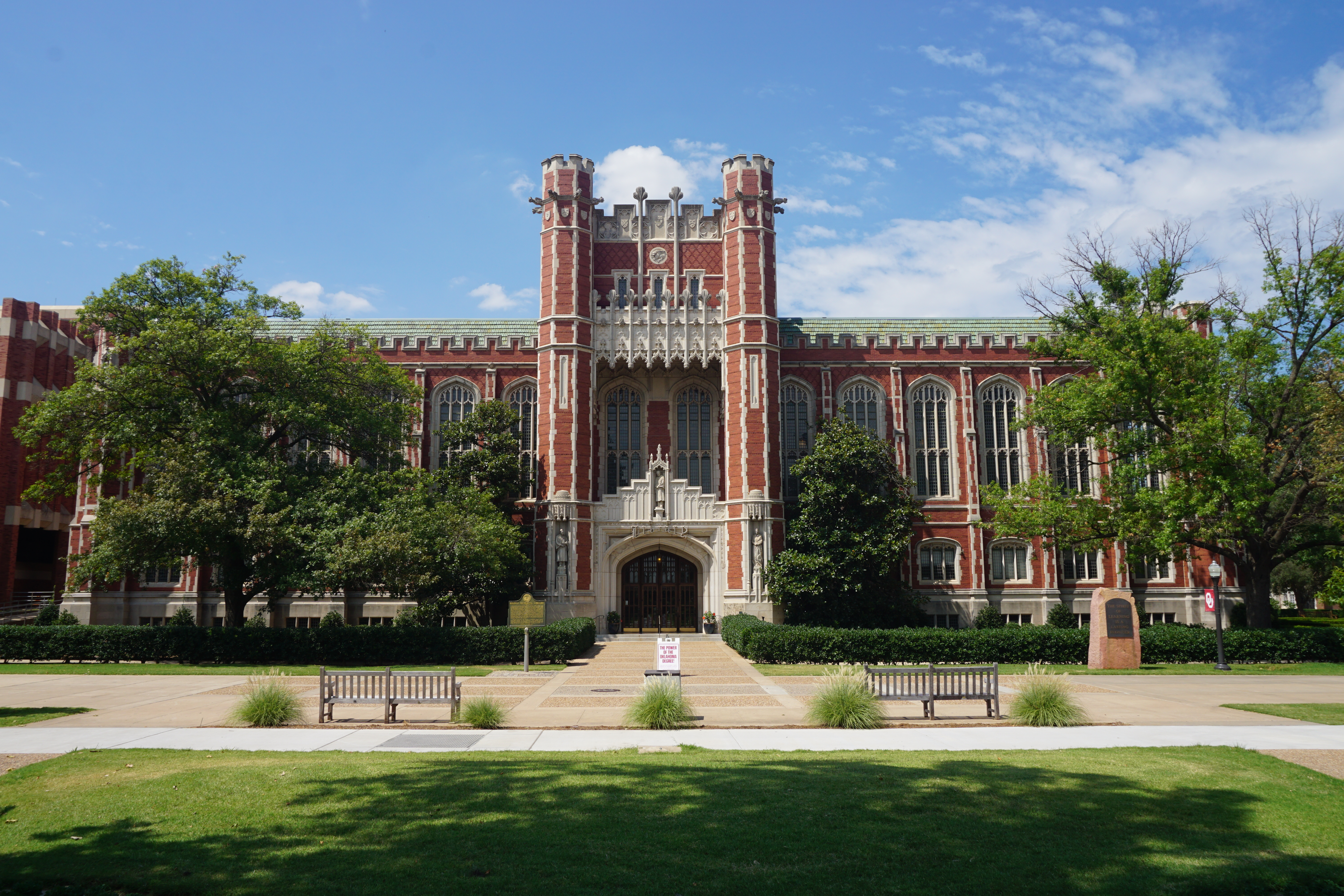
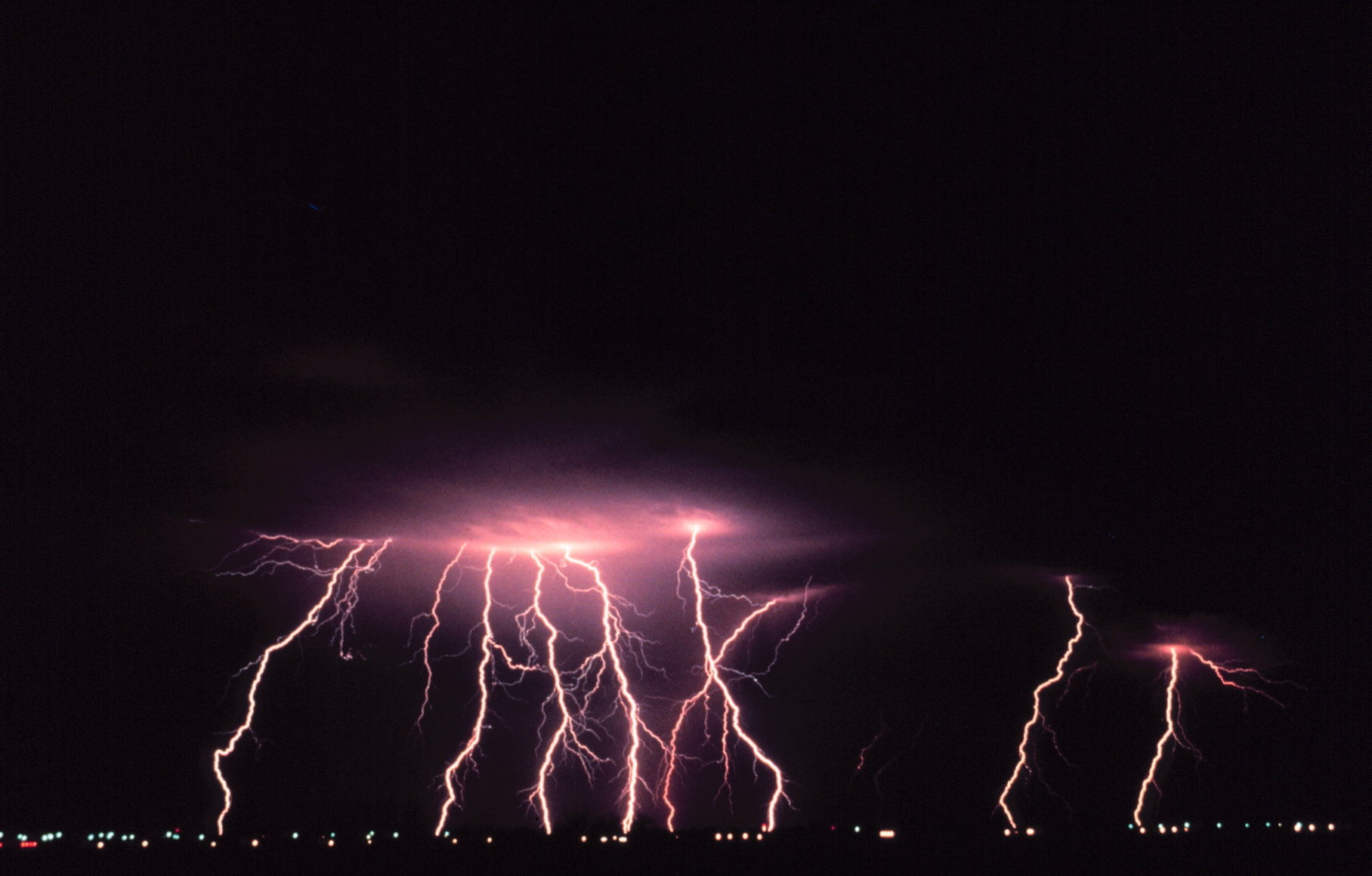

## Partnerská města
- Arezzo
- Clermont-Ferrand
- Colima City
- Seika